# Eduard I. Stariji
Eduard I. Stariji (eng. Edward the Elder, staroengleski Ēadweard se Ieldra) (?, oko 875. – Farndon on Dee, 17. srpnja 924.), bio je anglosaksonski kralj od 899. do svoje smrti; iz dinastije Wessex.
Zavladao je gotovo svim dijelovima Engleske, nakon što je osvojio područja koja su bili zauzeli danski osvajači, dok je istodobno učvrstio vlast svoje dinastije na području južne Engleske.
Na skoro svima osim na dvjema svojim poveljama Eduard nosi naslov "kralj Anglosasa" (Anglorum Saxonum rex). Bio je drugi kralj Anglosasa koji je nosio taj naslov; tvorac je njegov otac.

## Životopis
Eduard je bio sin kralja Alfreda Velikog od Wessexa i Ealswithe, kćerke mercijskog plemića. Imao je stariju sestru Æthelflæd, gospodaricu Mercijanaca te mlađe sestre Ælfthryth, groficu Flandrije i Æthelgifu, opaticu Shaftesburyja i mlađeg brata Æthelwearda.
Krunu je preuzeo 899. godine nakon očeve smrti, ali je njegovo pravo na prijestolje osporavao njegov bratić Æthelwold, sin kralja Ethelreda I. koji je umro 871. godine. Sukob je završio 902. godine kada je Æthelwold u savezništvu s danskim vojskovođama iz Yorka i Istočne Anglije poginuo tijekom bitke protiv kralja Eduarda I. Tim činom je Eduard osigurao puno pravo na krunu i neometano vladanje kraljevstvom. Dvor mu je bio u Winchesteru koji je prije toga bio glavni grad Wessexa. Osvojio je istočni Midlands i Istočnu Angliju od Danaca 917. godine, a sljedeće je godine, nakon smrti sestre Aethelflaed, postao vladar Mercije.
Za vrijeme svoje vladavine, zajedno sa svojom sestrom Aethlflaed, gospodaricom Mercije, vojnim pobjedama teritorijalno zaokružio engleski teritorij porazivši Dance u dijelovima Mercije i Northumbrije koji su bili pod njihovom vlašću. Nakon smrti sestre ujedinio teritorije Wessexa i Mercije pod svojom vlašću. Godine 920. škotski kralj Konstantin II. (900. – 943.) te vladari Yorka, engleske Northumbrije i Briti iz Strathclydea izjavili su da prihvaćaju Eduardovu vlast. 
Upamćen je kao sposoban vojskovođa koji je teritorijalno ojačao Englesku te stvorio temelje koji su njegovim nasljednicima omogućili daljnju vojnu i teritorijalnu ekspanziju. Poginuo je godine 924. godine vodeći vojsku u suzbijanju unutarnje pobune u Merciji. Naslijedio ga je sin Ethelstan.
Bio je jednim od engleskih kraljeva koji se krunio na krunidbenom kamenu iz Kingstona.

## Obitelj
Eduard I. je imao tri supruge i oko četrnaestero djece. S prvom suprugom Ecgwynna, koju je oženio oko 893. godine, imao je sina i kći:
- Æthelstan – prvi kralj Engleske (924. – 939.)
- kćer, moguće imenom Edith († 927.).

S drugom suprugom Elfled od Wessexa, koju je oženio oko 900. godine imao je osmero djece:
- Ælfweard († 924.) – moguće je da je mjesec dana bio kralj Wessexa
- Edwin († 933.) – kraljev sin; utopio se u moru
- Æthelhild – laička sestra u opatiji Wilton
- Eadgifu od Wessexa (902. – iza 955.) – udala se za francuskog kralja Karla III. Glupog (898. – 923.)
- Eadflæd – časna sestra u opatiji Wilton
- Eadhild († 937.) – udala se za franačkog vojvodu Huga Velikog, sina Huga Capeta, osnivača francuske kraljevske Capet|dinastije Capet
- Edita Engleska († 946.) – udala se za Otona I. Velikog, budućeg kralja Istočnih Franaka i rimsko-njemačkog cara
- Ælfgifu ili Edgiva – udala se za nekog princa blizu Alpa

Eduardova treća supruga bila je Edgiva Kentska, s kojom se oženio oko 919. godine. Par je imao zajedno četvero djece:
- Edmund I. – kralj Engleske (939. – 946.)
- Edred – kralj Engleske (946. – 955.)
- Eadburga († 951./53.) – kršćanska svetica i benediktinska časna sestra u opatiji sv. MArije u Winchesteru
- Eadgifu – njeno postojanje nije sigurno, možda je ista osoba kao Ælfgifu

## Vanjske poveznice
- Eduard Stariji – Hrvatska enciklopedija
- Eduard Stariji – Proleksis enciklopedija
- Eduard, anglosaksonski kralj – Britannica Online (engl.)
- Eduard Stariji (vl. 899. – 924.) – royal.uk (engl.)
- Eduard Stariji - worldhistory.org (engl.)
- Eduard Stariji, anglosaksonski kralj (899., krun. 8. lipnja 900. - 17. srpnja 924.) – early-medieval-england.net (engl.)
- Kralj Eduard Stariji (89.9 – 924.) – britroyals.com (engl.)

| Prethodnik:                     | Kralj Anglosasa (899. – 924.) | Nasljednik:                    |
| Alfred Veliki (oko 886. – 899.) | Kralj Anglosasa (899. – 924.) | Ethelstan Sjajni (924. – 939.) |